# Copa de Clubes de la CECAFA 2000
La Copa de Clubes de la CECAFA 2000 fue la 26.ª edición de este torneo de fútbol a nivel de clubes de África organizado por la CECAFA y que contó con la participación de 8 equipos representantes de África Central y África Oriental, 4 equipos menos que en la edición anterior.
El Tusker de Kenia venció al APR FC de Ruanda en la final disputada en Kigali, Ruanda para ganar el título por tercera vez, mientras que el campeón de la edición anterior Young Africans SC de Tanzania no participó en el torneo.

## Fase de grupos

### Grupo A
| APR FC          | 0-0 | Tusker          |
| Malindi FC      | 0-1 | Tusker          |
| Tusker          | 1-1 | Mtibwa Sugar FC |
| Malindi FC      | 1-4 | APR FC          |
| Mtibwa Sugar FC | 0-0 | Malindi FC      |
| Mtibwa Sugar FC | 1-4 | APR FC          |

| Club            | G | E | P | GF | GC | Pts |
| --------------- | - | - | - | -- | -- | --- |
| APR FC          | 2 | 1 | 0 | 8  | 2  | 7   |
| Tusker          | 1 | 2 | 0 | 2  | 1  | 5   |
| Mtibwa Sugar FC | 0 | 2 | 1 | 2  | 5  | 2   |
| Malindi FC      | 0 | 1 | 2 | 1  | 5  | 1   |

Group B
| Villa SC              | 0-1 | Mukura Victory Sports |
| Vital'O FC            | 4-0 | Benadir Telecoms      |
| Villa SC              | 3-1 | Vital'O FC            |
| Mukura Victory Sports | 7-1 | Benadir Telecoms      |
| Benadir Telecoms      | 0-4 | Villa SC              |
| Vital'O FC            | 0-0 | Mukura Victory Sports |

| Club                  | G | E | P | GF | GC | Pts |
| --------------------- | - | - | - | -- | -- | --- |
| Mukura Victory Sports | 2 | 1 | 0 | 8  | 1  | 7   |
| Villa SC              | 2 | 0 | 1 | 7  | 2  | 6   |
| Vital'O FC            | 1 | 1 | 1 | 5  | 3  | 4   |
| Benadir Telecoms      | 0 | 0 | 3 | 1  | 15 | 0   |

## Semifinales
| Equipo 1              | Resultado | Equipo 2 |
| --------------------- | --------- | -------- |
| APR FC                | 2-1       | Villa SC |
| Mukura Victory Sports | 1-4       | Tusker   |

## Tercer lugar
| Equipo 1 | Resultado | Equipo 2              |
| -------- | --------- | --------------------- |
| Villa SC | 4-1       | Mukura Victory Sports |

## Final
| Equipo 1 | Resultado | Equipo 2 |
| -------- | --------- | -------- |
| APR FC   | 1-2       | Tusker   |

## Campeón
| Copa de Clubes de la CECAFA 2000 |
| -------------------------------- |
| Bandera de Kenia                 |
| Tusker 3º Título                 |